# Hekl Krisztina
Hekl Krisztina (Mór, 1976. március 17. –) magyar író, költő.

## Életpályája
1994-ben érettségizett a székesfehérvári Vasvári Pál Gimnázium német nyelvű tagozatán, majd a Miskolci Egyetem Dunaújvárosi Főiskolai Karának (most Dunaújvárosi Egyetem) mérnök-tanári szakán, műszaki informatika szakirányon, angol nyelven folytatott tanulmányokat. Mérnöki és tanári diplomáját 1999-ben kapta meg. Többek között az Ambroozia, a Holdkatlan, az Irodalmi Jelen, a Nyugat Plusz, a Spanyolnátha, a Szőrös kő és a Vörös Postakocsi szerzője.
Első kötete Szabadulójáték címmel jelent meg az Ambroobook Kiadó gondozásában 2016-ban. Második novelláskötetét A legjobb sehol címmel, 2019-ben adta ki a Parnasszus Könyvek. A második kötetből készült Tranzit, avagy: Reptéri dekameron című színdarabot 2019-ben mutatták be. A két kötet válogatott novelláiból két hangoskönyv is készült, melyeket a Playground Records Kiadó jelentetett meg 2017-ben, illetve 2019-ben.
2020 óta a Holdkatlan Szépirodalmi és Művészeti folyóirat próza rovatvezetője.
A Magyar Írószövetség tagja.

## Szépirodalmi publikációi

### Kötet, hangoskönyv
- Hekl Krisztina: Szabadulójáték – novellák, Ambroobook Kiadó, Győr, 2016, ISBN 978-615-5379-24-6
- Hekl Krisztina: A legjobb sehol – novellák, Parnasszus Könyvek Kiadó, Budapest, 2019, ISBN 978-963-9781-75-7
- Hekl Krisztina (író) – Kondor Péter (zeneszerző): Képtelen mozi – hangoskönyv, Playground Records, Budapest, 2017
- Hekl Krisztina (író) – Kondor Péter (zeneszerző): Tranzit – hangoskönyv, Playground Records, Budapest, 2019

### Antológiákban
- Krúdynak igaza volt, Az időutazás – novella: Mesterek és tanítványok, Parnasszus Kiadó, 2019
- Újrateremtés – vers: Újjászületés, Dél-Alföldi Művészeti Kapocs Alapítvány, 2016
- Entrópia – novella: Alibi hat hónapra 15. Bugyi, Alibi Kiadó, Budapest, 2015
- Ekho – novella: Ekho traumaantológia, Queer Kiadó, Budapest, 2013
- Szűrt napfény – novella: Dimenziók 4., Aposztróf Kiadó, Budapest, 2013
- A piac elvárásai, Nyúl-úsztató – novellák: Szó-kincs 2013, Aposztróf Kiadó, Budapest, 2013
- Ogi – sci-fi novella: Új Galaxis 19., Avana Kiadó, Budapest, 2013
- Pincétől a padlásig – novella: Dimenziók 3., Aposztróf Kiadó, Budapest, 2012
- Nyitott ajtók, Irodalmi Jelen Könyvek, Budapest, 2011
- Kapuzárási pánik – novella: Mestereink nyomában, Magyar Író Akadémia, 2009

### Szépirodalmi folyóiratokban
- Norvégminta – novella: A Hetedik, 2017. március
- Strand – novella: Ambroozia, 2012/1.
- Osztódás – novella: Ambroozia, 2012/1.
- Földrengés – novella: Ambroozia, 2012/1.
- Freedom – novella: Ambroozia, 2015/4.
- Kolumbusz tojása – novella: Ambroozia, 2015/4.
- Lomtalanítás – novella: Ambroozia, 2015/4.
- Az önző – novella: Ambroozia, 2015/6.
- A fajok eredete – novella: Ambroozia, 2015/6.
- Alterego – novella: Ambroozia, 2016/9.
- És a disznók csak zabálnak – kritika: Ambroozia, 2018/4.
- A beszédtanár – novella: Ambroozia, 2018/4.
- Földközeli holdállás – kritika: Ambroozia, 2019/1.
- Utánpótlás; Erzsi néni új élete; A kutya – novellák: Ambroozia, 2019/3.
- Tour de lant – kritika: Ambroozia, 2019/5.
- In vitro – novella: Apokrif, 2012. ősz
- Fehér madár – sci-fi novella: Avana, 2013
- Álomidő – novella: Comitatus folyóirat, 2016. május
- Exit – novella: Comitatus folyóirat, 2016. május
- Forevörjáng – novella: Folyó-irat, 2012
- Feszített víztükör – novella: Folyó-irat, 2012
- Béla halott – novella: Folyó-irat, 2012
- A jövő szolgálatában – novella: Folyó-irat, 2013
- Kegyetlen befejezés – novella: Folyó-irat, 2013
- 90-60-90 – novella: Folyó-irat, 2014
- Józsi, a buszsofőr – novella: Hetedhéthatár, 2019. augusztus
- Kedves tanárnő! – novella: Hetedhéthatár, 2019. december
- Fairbairn– novella: Holdkatlan, 2014. október
- Forgás – novella: Holdkatlan, 2016. január
- A nagymama beszáll – novella: Holdkatlan, 2016. december
- Gerinc – 1. rész – novella: Holdkatlan, 2017. szeptember
- Gerinc – 2. rész – novella: Holdkatlan, 2017. december
- Aznap éjjel – novella: Holdkatlan, 2018. július
- Bemetszés-Kimetszés – interjú: Holdkatlan, 2019. augusztus
- Optikai csalódás – novella: Irodalmi Centrifuga, 2010. október
- Időkapszula – vers: Irodalmi Jelen, 2012. augusztus
- Megjátszótér – vers: Irodalmi Jelen, 2012. augusztus
- Rítus – novella: Irodalmi Jelen, 2012. augusztus
- Füstszag, Függő, Szellemvárosban – novella: Irodalmi Jelen, 2018. július
- Az esés – novella: Képírás, 2018. május
- Terápia négy tételben – novella: Képírás, 2018. május
- Pengeélen – vers: Molnár-C. Pál műterem, 2018. június
- Samu – novella: Napút, 2012/8.
- Koppanások – novella: Nyugat Plusz, 2014 – II. évfolyam 3. szám
- Fészlift – vers: Nyugat Plusz, 2014 – II. évfolyam 4. szám
- Félreértés – novella: Nyugat Plusz, 2015 – III. évfolyam 3. szám
- Világvevő tévé – vers: Nyugat Plusz, 2015 – III. évfolyam 3. szám
- Mecset tíz – novella: Nyugat Plusz, 2015 – III. évfolyam 4. szám
- Egyenlítő – vers: Nyugat Plusz, 2016 – IV. évfolyam 1. szám
- Kátrány és levendula – novella: Nyugat Plusz, 2016 – IV. évfolyam 2. szám
- Vadászat – novella: Nyugat Plusz, 2017 – V. évfolyam 1. szám
- Pengeélen – vers: Nyugat Plusz, 2018. nyár
- Boldogat – vers: Nyugat Plusz, 2018. ősz
- Krúdynak igaza volt – novella: Nyugat Plusz, 2018. tél
- Pókember – novella: Nyugat Plusz, 2019. tavasz
- Elbújok – novella: Nyugat Plusz, 2019. nyár
- Hógömb – vers: Nyugat Plusz, 2019. – VII. évfolyam 3. szám
- Időveszteség – novella: Nyugat Plusz, 2020. – X. évfolyam
- 24 – vers: Nyugat Plusz, 2020. – X. évfolyam
- Csend határán; Sárga jel – versek: Nyugat Plusz, 2020. – X. évfolyam 2. szám
- Csicseri történet – novella: Nyugat Plusz, 2020. tavasz
- Tíz szó – vers: Spanyolnátha, 2014/3.
- Papírváros – vers: Spanyolnátha, 2015/6.
- Néha eltűnnek dolgok – vers: Spanyolnátha, 2016/12.
- Jetlag – vers: Spanyolnátha, 2017/2.
- Kötés és oldás – vers: Spanyolnátha művészeti folyóirat és a Magyar Küldeményművészeti Társaság Szabó plusz Bartók címmel rendezett 20. Légyottja
- Krimhilda – novella: Szőrös Kő, 2014. február
- Édeske – novella: Szőrös Kő, 2014. július
- Puszigdá – novella: Szőrös Kő, 2014. szeptember
- Nehogy – novella: Szőrös Kő, 2015. augusztus
- Metamorfózis – novella: Új Bekezdés, 2017. március
- Meg akarom menteni – novella: ÚjNautilus, 2018. július
- Van egy hely – novella: ÚjNautilus, 2019. június
- 112 – novella: Vörös Postakocsi, 2016/11

## Szervezeti tagság
- Magyar Írószövetség
- Hermaion Irodalmi Társaság
- Filter Írócsoport